# Ségala
Pour les articles homonymes, voir Ségala (homonymie).
Le Ségala (en occitan : Lo Segalar) est une région naturelle de France qui s'étend dans l'ouest du département de l'Aveyron, le nord du Tarn et le nord-est du Lot. Il s'agit d'une région géologique, à la différence de la vicomté d'Albigeois, du Rouergue ou du Quercy, qui sont des régions historiques.

## Géographie

### Situation
Le Ségala se situe dans les parties ouest et centre-ouest du département de l'Aveyron et dans le nord-est du département du Tarn. C'est une région de collines et de monts appelés puèg ou puech. Elle est traversée par les rivières Aveyron, Viaur et Cérou. Cette région ne doit pas être confondue avec le Ségala lotois, sous-pays de la Châtaigneraie.
Le Ségala est entouré par les régions naturelles suivantes :
- au nord, le Terrefort Rouergat, le bassin de Decazeville-Aubin, le Ruthenois et le causse Comtal. Le vallon de Marcillac est à quelques kilomètres au nord mais n'est pas limitrophe;
- à l'est, en Aveyron, par le plateau du Lévézou;
- au sud, par les causses du Saint-Affricain; dans le Tarn, par les monts de Lacaune, l'Albigeois et l'ex-bassin minier de Carmaux-Cagnac;
- à l'ouest, par les causses du Quercy.

### Topographie

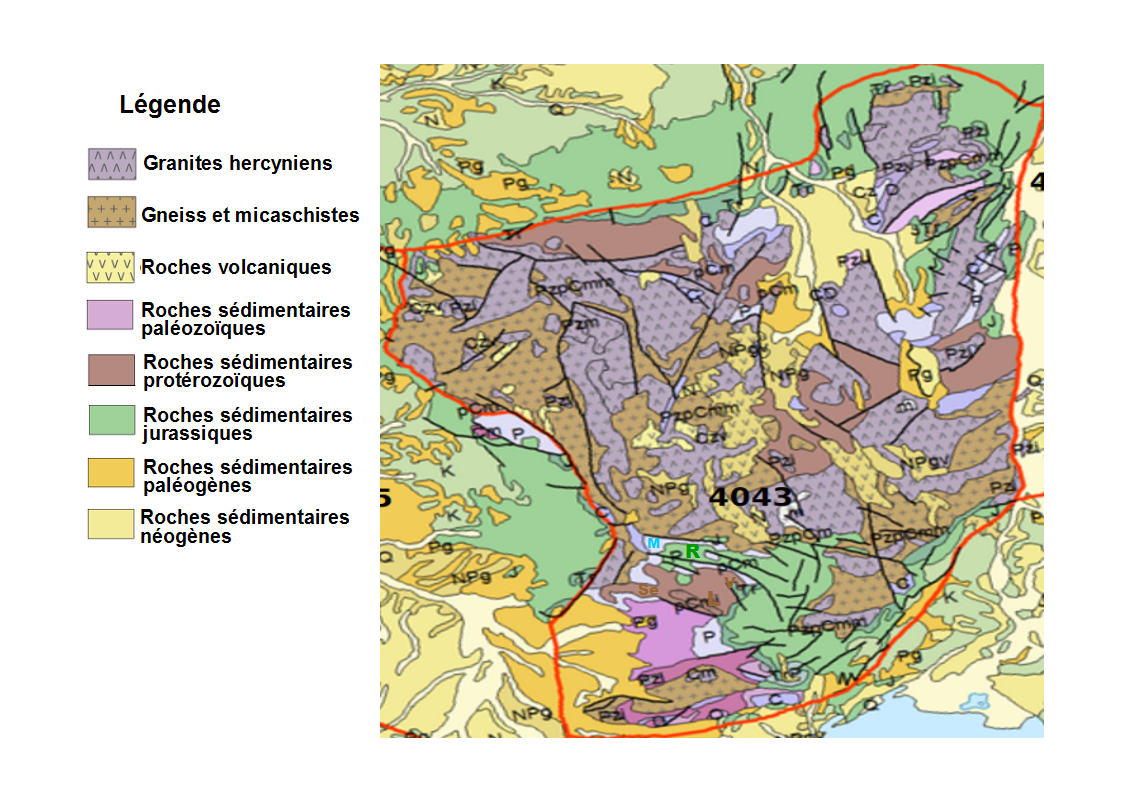
Carte géologique du Massif central :
R=détroit de Rodez ; M=rougier de Marcillac ; Se=Ségala ; V=Vibal ; L=Lévezou.

Le Ségala est une zone qui s'étend entre les vallées des rivières Cérou et Aveyron dans le sud-ouest du département de l'Aveyron. Situé entre 200 et 800 mètres d'altitude sur la dorsale qui relie Rieupeyroux à Baraqueville, le Ségala offre des paysages contrastés entre fonds de vallées encaissées, sauvages et boisées et sommets de plateaux où domine une agriculture orientée aujourd'hui vers l'élevage bovin intensif (lait et filière Le Veau d'Aveyron & du Ségala). Vallonné, le Ségala s'est vu attribuer l'appellation « pays des cent vallées » tant son réseau hydrographique est dense.

## Étymologie
Ségala (en occitan lo Segalar) est formé du mot occitan segal (le seigle) auquel a été ajouté le suffixe collectif -ar. Le tout désigne une terre à seigle.

## Pédologie
Les champs de la région du Ségala sont nommés dans le sud Massif central des ségalas comme à chaque fois que ce type particulier de terre est rencontré. C'est une terre siliceuse acide sur laquelle on ne pouvait cultiver qu'une céréale peu exigeante : le seigle, dont elle tira son nom (segal ou sigal en occitan). La terre à seigle s'oppose à la terre à froment ou fromental.

## Histoire
En 1902, la construction du viaduc ferroviaire permettant le franchissement du Viaur et l'ouverture de la ligne Rodez-Carmaux rendirent possible l'acheminement d'un amendement calcique, la chaux, et ainsi de réduire l'acidité naturelle de cette terre. En effet, la chaux relève le ph acide du sol. De nouvelles cultures (blé, pomme de terre, trèfle violet) ont dès lors remplacé progressivement le seigle. L’arrivée de la charrue moderne a aussi permis d’intensifier significativement les cultures. La châtaigneraie a donc progressivement disparu, ainsi que la culture du cochon qui lui était associée. Il reste cependant de nombreuses fermes avec des secadous (séchoirs à châtaignes) inactifs.

## Communes du Ségala
| Les communes du Ségala A-C | Les communes du Ségala D-P | Les communes du Ségala Q-T |
| --- | --- | --- |
| - Almayrac - Baraqueville - Belcastel - Boussac - Bor-et-Bar - Cabanès - Camboulazet - Camjac - Carcenac-Peyralès - Carmaux - Cassagnes-Bégonhès - La Capelle-Bleys - Castanet - Castelmary - Centrès - Colombiès - Crespin | - Gramond - Jouqueviel - La Fouillade - Le Bas-Ségala - Lédas-et-Penthiès - Lédergues - Lescure-Jaoul - Manhac - Meljac - Mirandol-Bourgnounac - Monestiés - Montirat - Montauriol - Moularès - Moyrazès - Naucelle - Padiès - Pampelonne - Pradinas - Prévinquières | - Quins - Réquista - Rieupeyroux - Rullac-Saint-Cirq - Sainte-Juliette-sur-Viaur - Saint-Jean-Delnous - Saint-Just-sur-Viaur - La Salvetat-Peyralès - Saint-Christophe - Sauveterre-de-Rouergue - La Selve - Le Ségur - Tanus - Tauriac de Naucelle - Tayrac - Trévien - Vabre-Tizac |

## Cités touristiques et monuments
- Cité médiévale de Monestiés
- Pont de Candèze
- Château de Combefa
- Musée Bajèn-Vega
- Chapelle saint Jacques et ses 20 statues
- Pont de Cirou
- Balsac
- Rignac
- Ambialet
- Château de Balsac
- Château de Belcastel
- Sauveterre-de-Rouergue
- Château de Roumégous